# Sistema Comstock-Needham
El sistema Comstock-Needham es un sistema de nomenclatura de las venas alares de los insectos inventado por John Comstock y George Needham en 1898. Constituye un paso importante para mostrar la homología de las alas de todos los insectos. El sistema se basó en la "teoría de pretraqueación" ("pretracheation theory") que más tarde, en 1938, fue desacreditada por Frederic Charles Fraser.

## Terminología de las venas

Venación del ala de un insecto, mostrando los nombres según el sistema Comstock-Needham.

### Venas longitudinales
El sistema de Comstock y Needham atribuye diferentes nombres a las venas del ala de un insecto. Desde el borde anterior o costal del ala hacia el posterior o anal, las seis venas longitudinales principales se denominan:
- costal (costa) (C),
- subcostal (subcosta) (Sc),
- radial (radius) (R),
- medial (media) (M),
- cubital (cubitus) (Cu),
- anal (anal) (A).

Además de las venas costales y anales, cada vena puede ramificarse, en cuyo caso las ramificaciones se numeran de anterior a posterior. Por ejemplo, las dos ramificaciones de la vena subcostal se denominarán Sc1 y Sc2.
La radial típicamente se ramifica una vez cerca de la base, produciendo anteriormente R1 y posteriormente el radiosector (radial sector) (Rs). El radiosector puede bifurcarse dos veces.
La medial también puede bifurcarse dos veces, teniendo por lo tanto cuatro ramificaciones que alcanzan el margen del ala.
De acuerdo con el sistema Comstock-Needham, la cubital se bifurca una vez, produciendo Cu1 y Cu2. Según algunos otros autores, Cu1 puede bifurcarse de nuevo, produciendo Cu1a y Cu1b.
Ya que existen varias venas anales, se denominan 1A, 2A, etc. Normalmente no se bifurcan.

### Venas transversales
Las venas transversales enlazan las venas longitudinales, y se denominan según corresponda (por ejemplo, la medianocubital (medio-cubital) es denominada m-cu). Algunas venas transversales tienen su propio nombre, como la humeral (h) y la sectorial (sectoral) (s). Otras, usadas actualmente, son la radio mediana (r-m) y la mediana (m).

## Terminología de las células
Las células se denominan según la vena del lado anterior; por ejemplo, la célula entre Sc2 y R1 es denominada Sc2.
En el caso en que dos células estén separadas por una vena transversal pero tengan la misma vena longitudinal anterior, deberán recibir el mismo nombre. Para evitar la duplicación, se les atribuye un número. Por ejemplo, la célula R1 se divide en dos por la vena transversal radial: la célula basal es denominada "primera R1", y la célula distal "segunda R1".
Si una célula es bordeada anteriormente por una vena bifurcada, tal como R2 y R3, dicha célula es denominada según la vena distal, en este caso R3.